# アーバーダーン
アーバーダーン（ペルシア語: آبادان; Ābādan）は、イラン南西部、フーゼスターン州にある都市。シャッタルアラブ川（西側）とカールーン川（東側）が作り出すアバダーン島に位置する。ペルシャ湾からは53km。人口415,139人（2006年）。

## 歴史
20世紀初頭までは寒村に過ぎず、1910年における人口は400人であった。その後、当地で石油の採掘が開始されたことにより、急激に発展した。
1912年に完成したアーバーダーン製油所はかつては世界最大の規模を誇った。
1953年には日章丸事件の舞台となった。
第二次世界大戦中には英ソ連合軍の侵攻を受けた。
1978年8月19日、市内の映画館が放火に遭い377人が死亡した。
1980年から翌年にかけて、イラク軍の侵攻（イラン・イラク戦争）を受けている。

## アーバーダーン出身の人物
- アハマド・レザ・アベドザデ - サッカー選手
- アミール・ナデリ - 映画監督
- モフセン・バヤティニア - サッカー選手
- ゾヤ・ピールザード - 作家